# Wyeomyia lateralis
Wyeomyia lateralis är en tvåvingeart som beskrevs av Petroochi 1927. Wyeomyia lateralis ingår i släktet Wyeomyia och familjen stickmyggor. Inga underarter finns listade i Catalogue of Life.